# Szanjó Sinkanszen
A Szanjó Sinkanszen (japánul: 山陽新幹線) a Sinkanszen-hálózat egyik nagysebességű vasútvonala Japánban. Ószakát köti össze Fukuokával. A vonal kétvágányú, villamosított (25 kV, 60 Hz).

## Története
A Shin-Ōsaka és Okajama közötti Szanjó Sinkanszen építését 1965. szeptember 9-én engedélyezték, és 1967. március 16-án kezdték meg a munkálatokat. Az Okajama és Hakata közötti építés 1970. február 10-én kezdődött. A Shin-Ōsaka és Okajama közötti szakasz 1972. március 15-én nyílt meg; a vonal többi részét 1975. március 10-én nyitották meg. Az első Hikari vonatok 0 sorozatú vonatokkal 3 óra 44 perc alatt tették meg a Shin-Ōsaka-Hakata távot. Ezt 1986-ban 2 óra 59 percre rövidítették le, és a maximális sebességet 220 km/h-ra növelték. Az 1989-ben bevezetett 100-as sorozatú vonatok a maximális sebességet 230 km/h-ra emelték, és a menetidőt 2 óra 49 percre csökkentették.
A Tokió és Hakata közötti Nozomi járatok 1993. március 18-án indultak el a 300-as sorozatú vonatokkal. A Shin-Ōsaka és Hakata közötti út 2 óra 32 percre csökkent, 270 km/h maximális sebességgel. 1997. március 22-én az 500-as sorozatú vonatok álltak forgalomba a Shin-Ōsaka és Hakata közötti Nozomi járatokon, és a menetidő 2 óra 17 percre csökkent, 300 km/h maximális sebességgel.
A 700-as sorozatot 1999. március 13-án vezették be a Tokió-Hakata Nozomi járatokon, az Asa állomás megnyitásával egy időben, 2000. március 11-én pedig a 700-as sorozatú vonatokat vezették be a Hikari Rail Star járatokon.
Ogori állomást 2003. október 1-jén átnevezték Shin-Yamaguchi állomásra.
Az N700 sorozatú vonatokat 2007. július 1-jén indították el a Nozomi járatokon, 300 km/h végsebességgel (szemben a 700-as sorozat 285 km/h sebességével).
A 2011. március 12-i módosított menetrend kezdetétől új Mizuho és Sakura-közi járatok indultak Shin-Ōsaka és Kagoshima között a Kyushu Shinkansenen új N700-7000 és N700-8000 sorozatú 8 kocsis szerelvényekkel. Ezáltal a JR West piaci részesedése az Oszaka-Kagosima személyszállítási piacon a 2011. márciusi 13 százalékról 2012 márciusára 35 százalékra nőtt. A JR West 2013 júliusában kedvezményes elővásárlási viteldíjakat kezdett kínálni ezen az útvonalon, hogy versenyezzen az új fapados légitársaságokkal, például a Peach-csal. 2013-ban a Mizuho és a Sakura járatok elindításával a kizárólag a Szanjó Sinkanszenen közlekedő Hikari járatok (főként a Rail Star járatok) szinte mindegyikét megszüntették, mivel feleslegesnek ítélték.

## Gördülőállomány
2020 márciusától a következő típusokat használják a San'yō Shinkansen járatokon. 
- Sinkanszen 500-as sorozat: Kodama
- 700–7000 sorozat: Hikari / Kodama
- N700 sorozat: Nozomi / Hikari / Kodama
- N700-7000/8000 sorozat: Mizuho / Sakura / Kodama

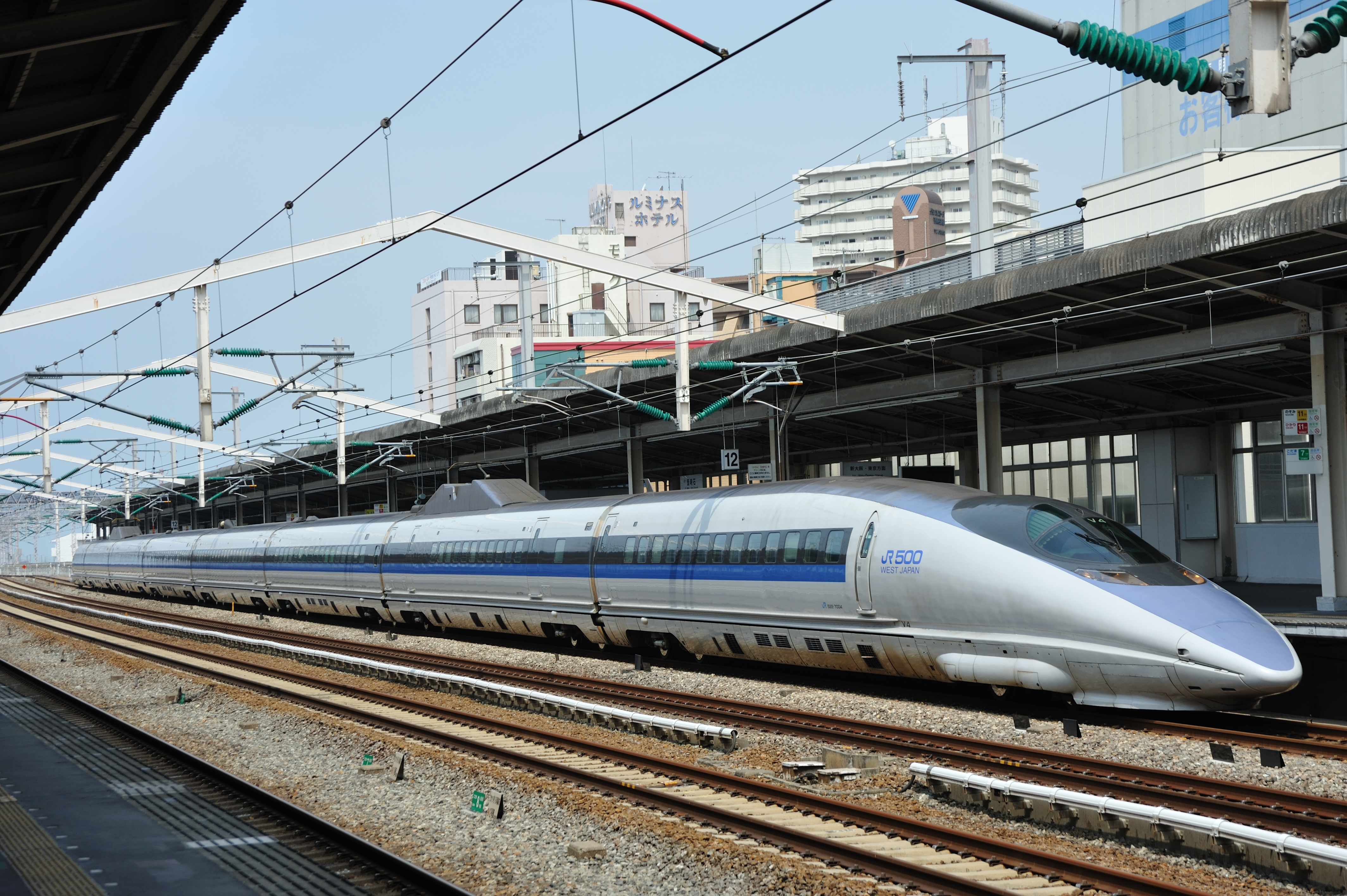
JR West 500-as sorozat Kodama, 2010 augusztusában
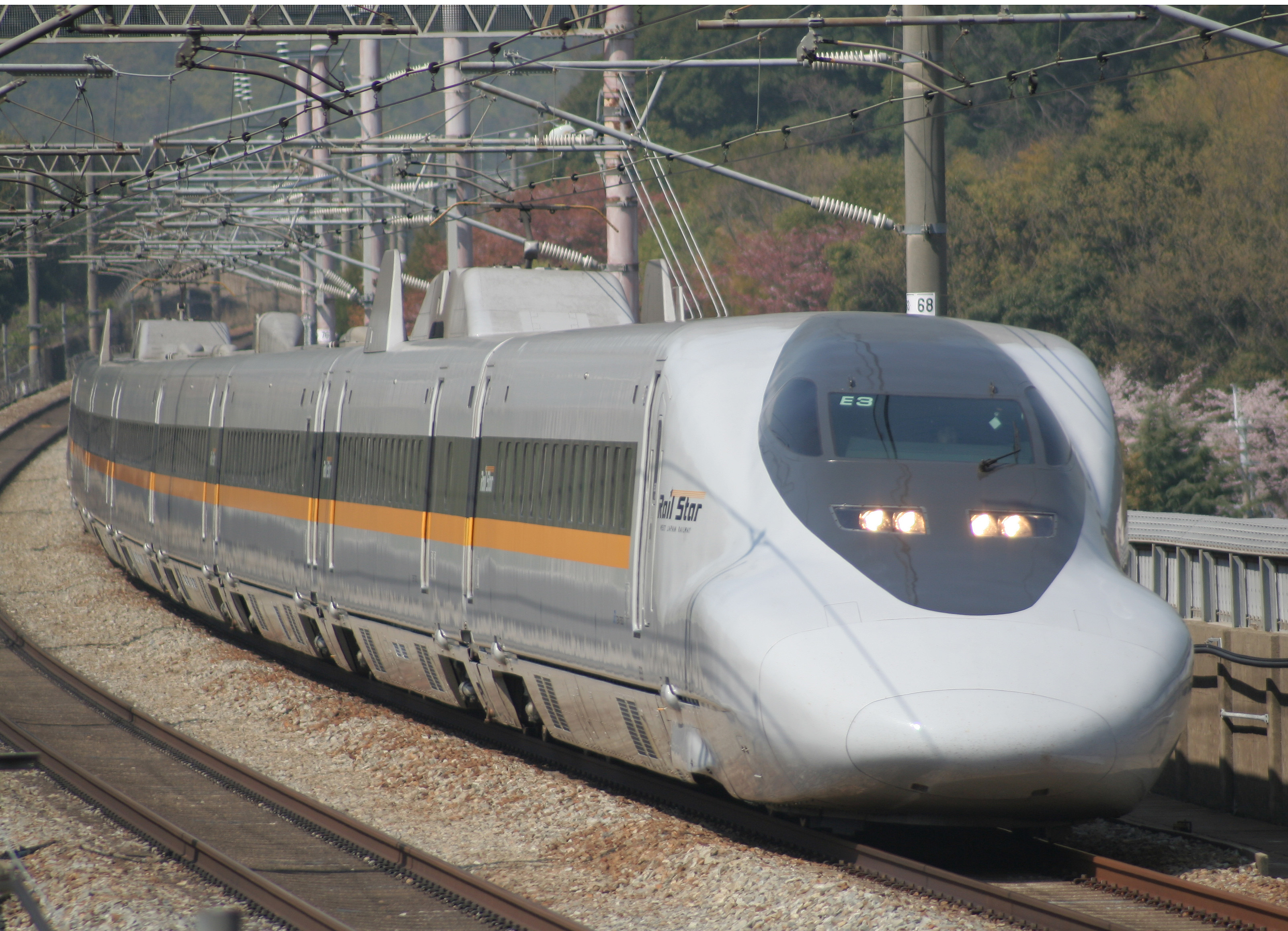
700-as sorozat Hikari Rail Star, 2009 áprilisában
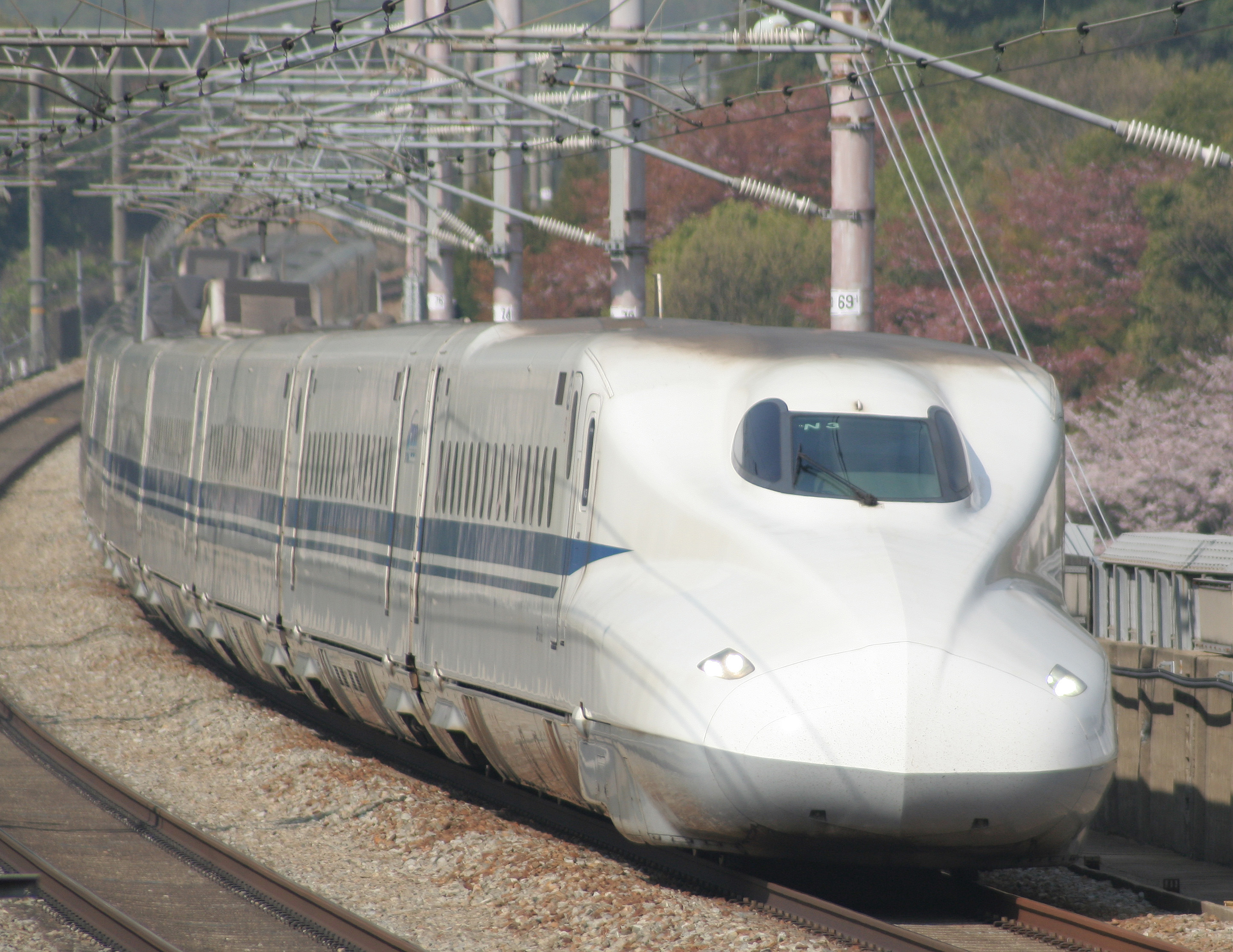
JR West N700-as sorozat, 2009 áprilisában
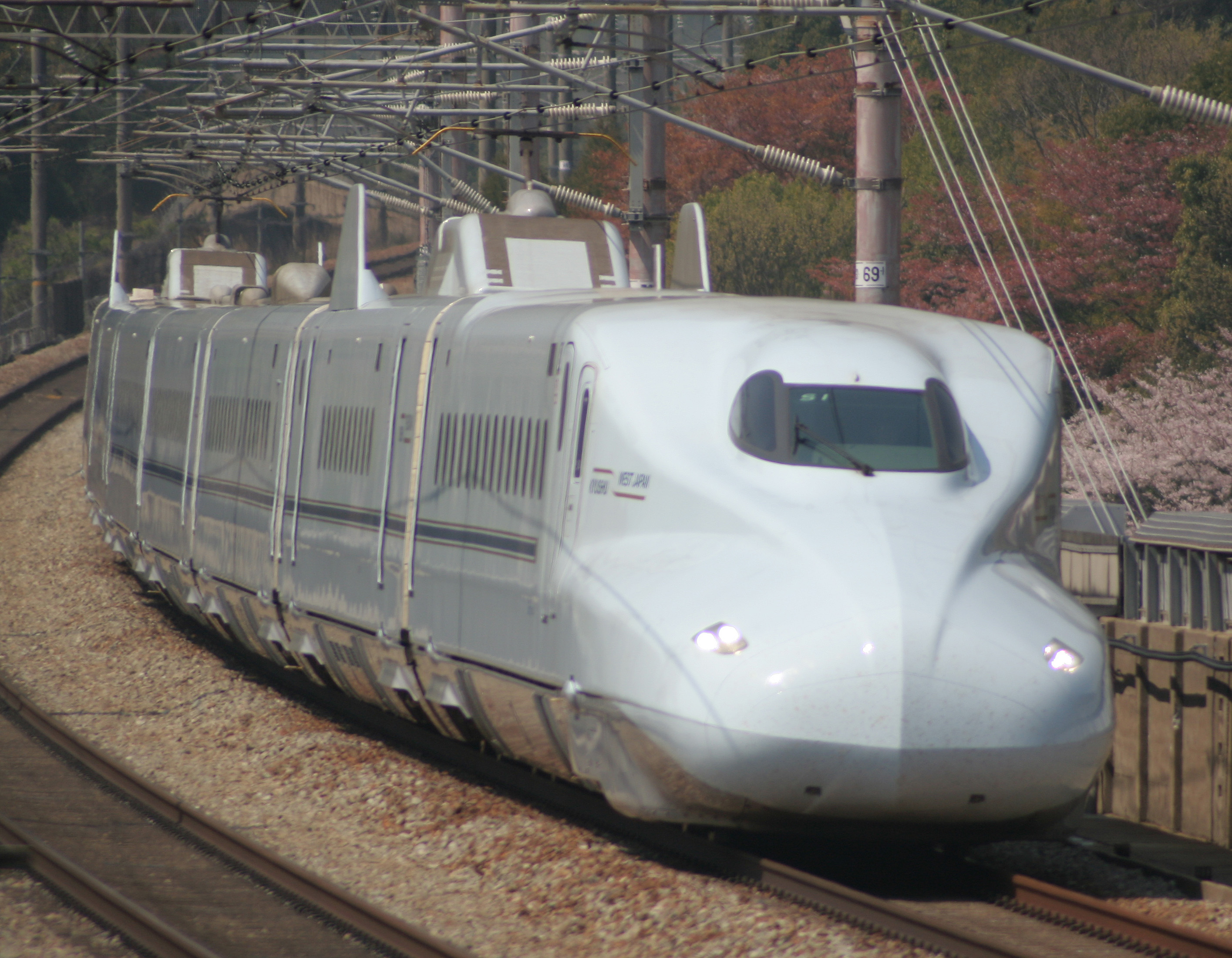
A JR West N700-7000-as sorozata

### Korábbi gördülőállomány
- 0 sorozat: Hikari / Kodama
- 100 sorozat: Hikari / Kodama- 2012-ig volt üzemben
- 300 sorozat: Nozomi / Hikari / Kodama
- 700-0 sorozat: Nozomi / Hikari / Kodama
- 700–3000 sorozat: Nozomi / Hikari / Kodama

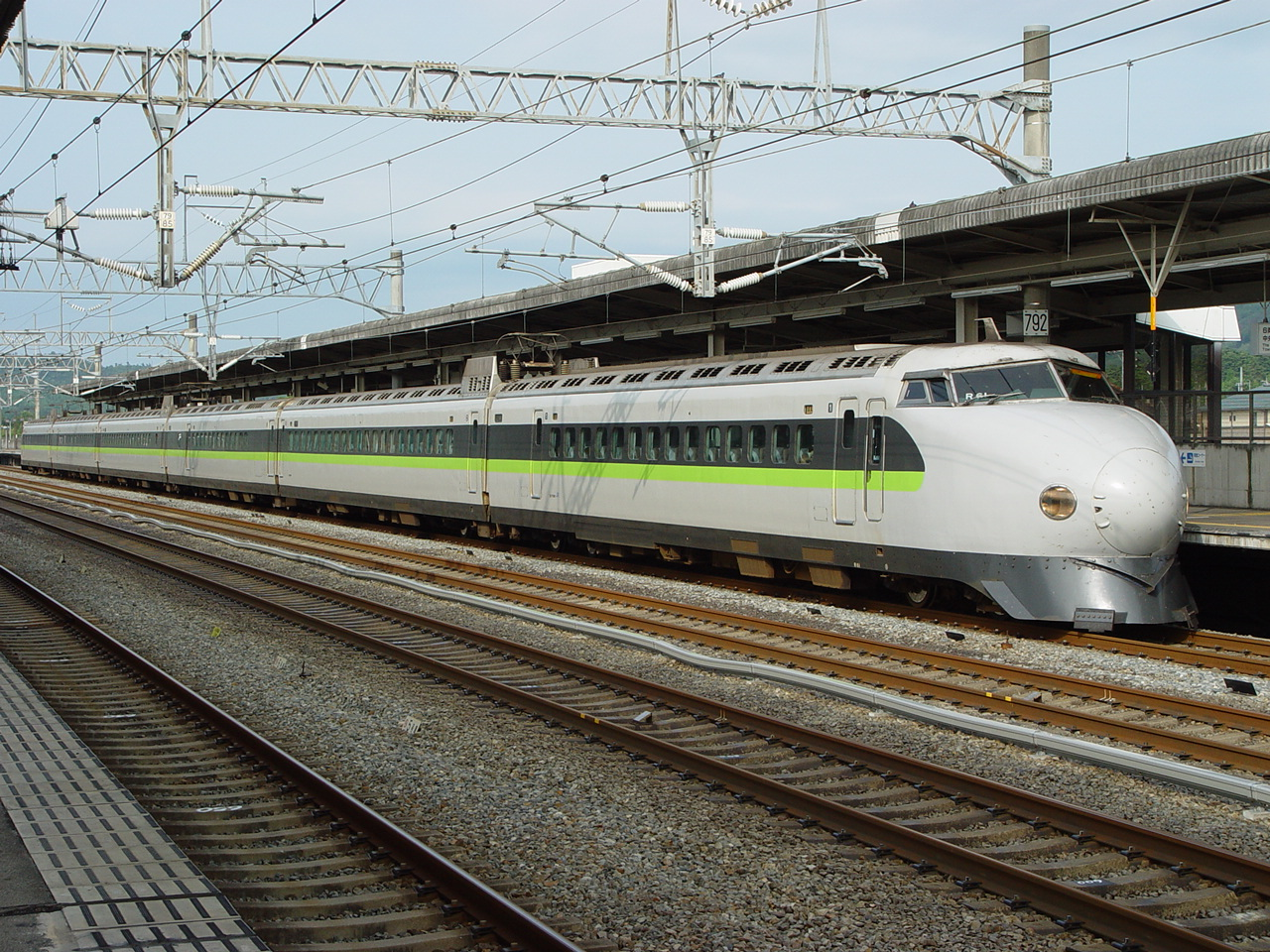
0-ás sorozat, Kodama 2003 júliusában
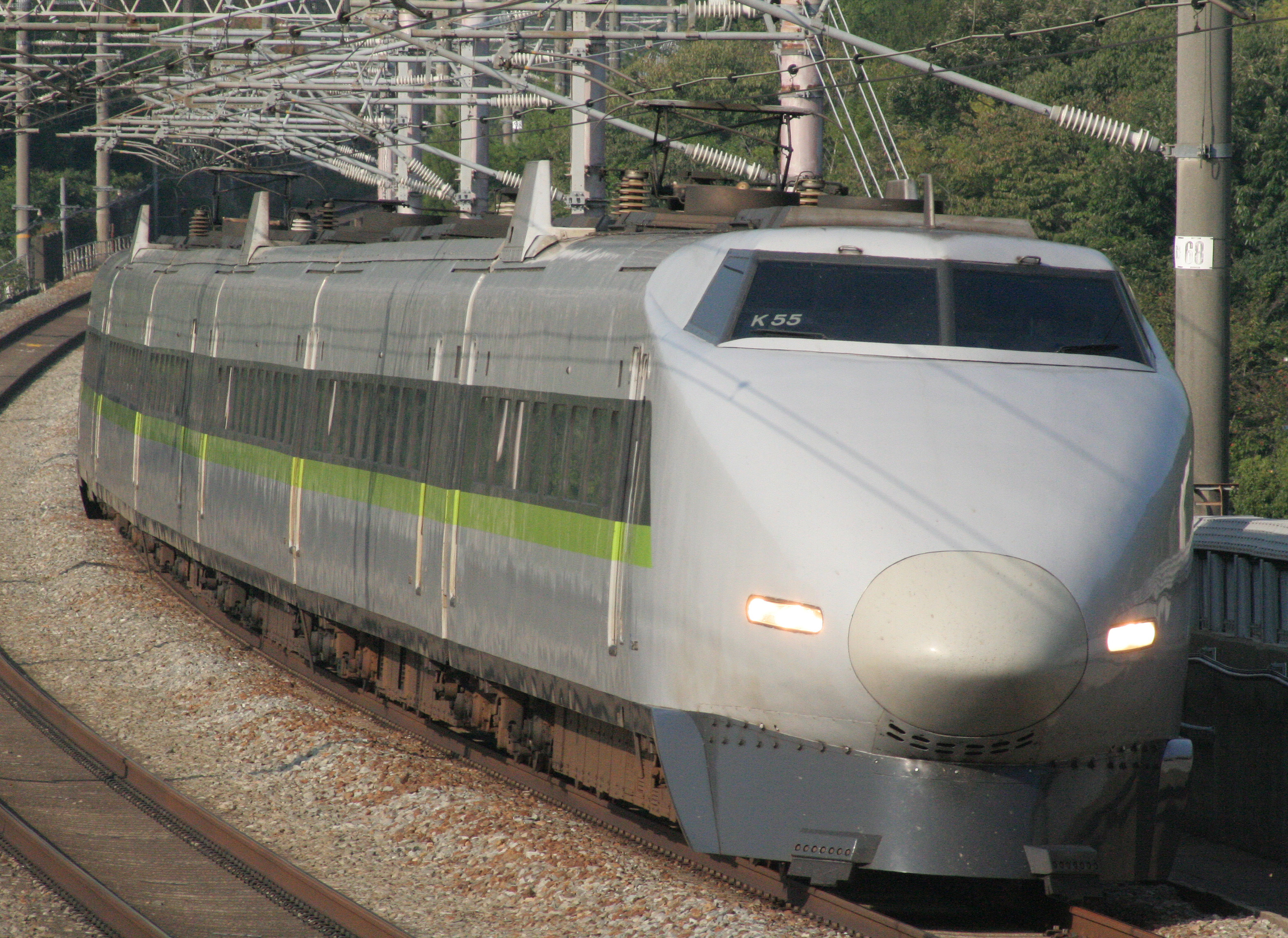
JR West 100-as sorozat, Kodama 2008 októberében
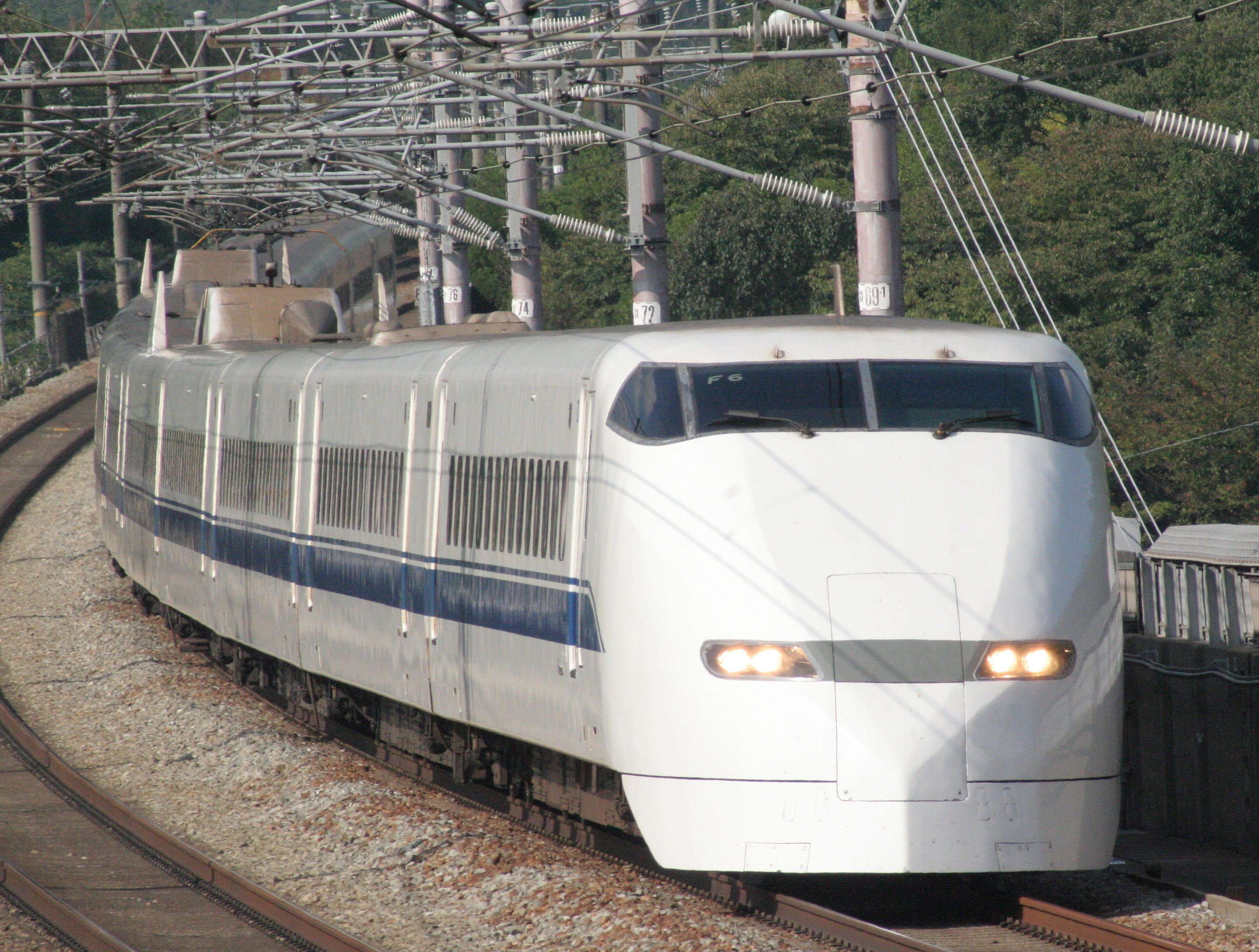
JR West 300-as sorozat 2008 október 8-án
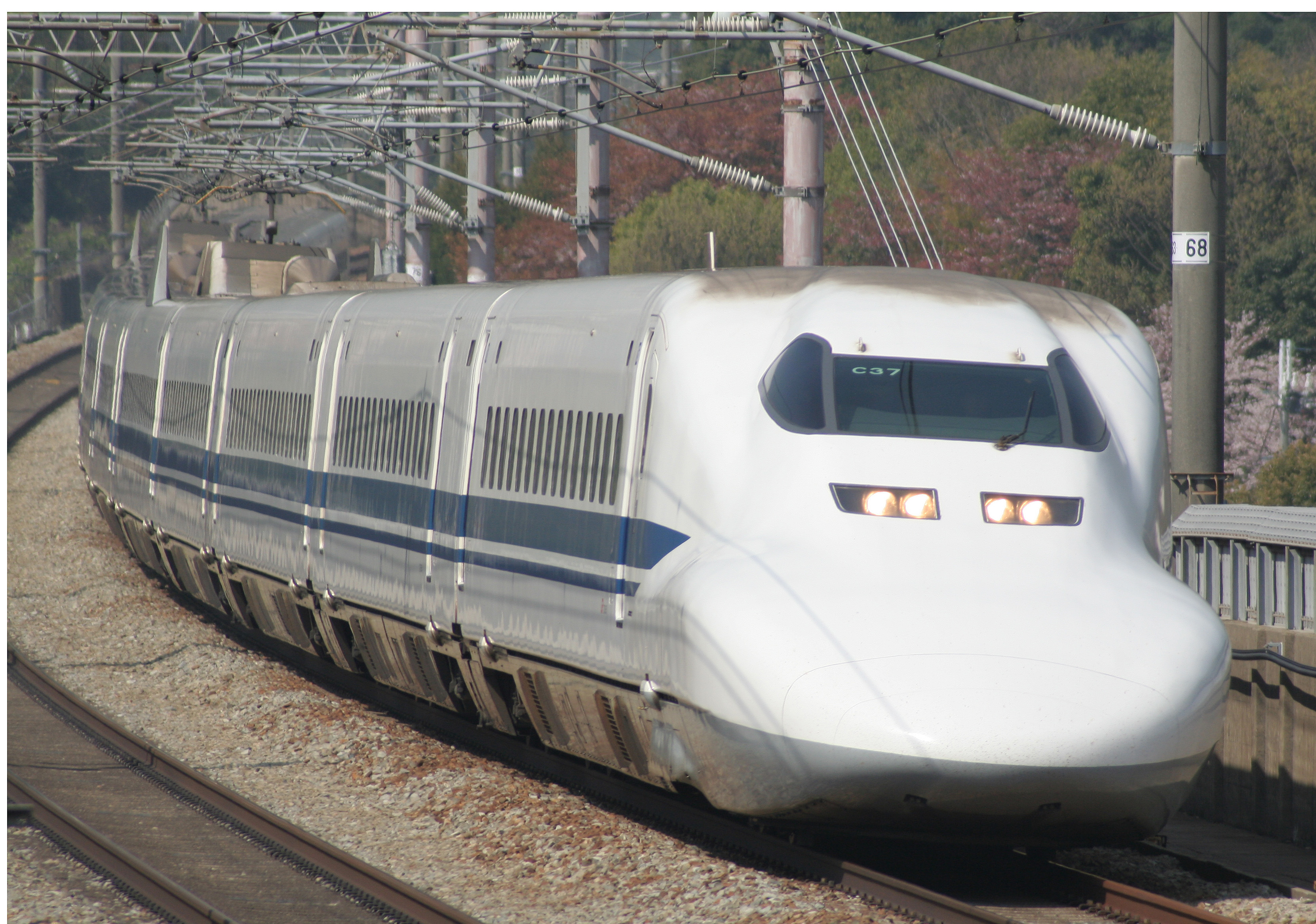
JR Central 700-as sorozat 2009 áprilisában